# Nick Nolte
Nick Nolte (Omaha, 8 februari 1941) is een Amerikaans acteur.

## Loopbaan
Nolte werd voor zowel zijn rol in The Prince of Tides (1991) als die in Affliction (1997) genomineerd voor een Oscar. Beide rollen leverden hem ook een nominatie voor een Golden Globe op; de nominatie voor The Prince of Tides werd ook verzilverd. In Nederland werd hij bekend door de televisieserie De Jordaches uit 1976. Hij speelde daarin Tom Jordache.
In 2017 kreeg Nolte een ster op de Hollywood Walk of Fame.

## Privé
Nolte was van 1966 tot en met 1970 getrouwd met Sheila Page. In 1978 trouwde hij met Sharyn Haddad, van wie hij in 1983 scheidde. Zijn derde huwelijk, met Rebecca Linger, begon in 1984 maar liep in 1994 eveneens op een echtscheiding uit. Nolte en Linger kregen één kind, zoon Brawley, die naast zijn vader verscheen in de films Mother Night, Affliction en My Horizon. Nick Nolte werd in oktober 2007 opnieuw vader toen zijn vriendin Clytie Lane een dochter kreeg.
Nolte lijdt al jaren aan ernstige vorm van artrose, slijt zijn dagen met het verbouwen van groente en gaat graag om met aanhangers van de Hare Krishna-beweging.

## Filmografie
- Biblioteca Nacional de España: XX1102436
- Bibliothèque nationale de France: cb13954819r (data)
- Catàleg d'autoritats de noms i títols de Catalunya: 981058596069906706
- CiNii: DA17639008
- Gemeinsame Normdatei: 119151502
- International Standard Name Identifier: 0000 0001 2136 7184
- Library of Congress Control Number: no95015356
- Nationale Bibliotheek van Letland: 000347123
- Nationale Bibliotheek van Tsjechië: xx0033553
- Nationale Bibliotheek van Israël: 987007451096505171
- Nationale Bibliotheek van Polen: a0000001282687
- Nederlandse Thesaurus van Auteursnamen: 071944079
- SNAC: w60s0k8c
- Système universitaire de documentation: 058595090
- Virtual International Authority File: 64197480
- WorldCat: E39PBJvXdJqGrjf4PttqcxJCcP